# 近无毛飞蛾藤
近无毛飞蛾藤（学名：Porana sinensis var. delavayi）是旋花科飞蛾藤属大果飞蛾藤的变种。分布于中国大陆的湖北、陕西、四川、贵州、云南等地，生长于海拔1,200米至1,800米的地区，多生长在石灰岩灌丛和林缘，目前尚未由人工引种栽培。

## 别名
青藤（云南马关）